# Long Cay (Bahamas)
Pour les articles homonymes, voir Long Cay.
Long Cay (formellement connu sous Fortune Island; portugais : Caio Longo; espagnol : Cayo Largo; français : Île de la Fortune) est une île des Bahamas dans un atoll qui inclut l'île d'Acklins et Crooked Island. 
Elle est de 21 km2 et appartient au district de Acklins and Crooked Islands (en). En 2010, la population est de 29 habitants. 
La ville principale est Albert Town.

## Histoire
Le 19 octobre 1492, lors de son premier voyage Christophe Colomb découvre l'île qu'il nomme Ysabela. 